# Barmer, England
Barmer är en ort i civil parish Bagthorpe with Barmer, i distriktet King's Lynn and West Norfolk i grevskapet Norfolk i England. Orten är belägen 23 km från King's Lynn. Barmer var en civil parish fram till 1935 när blev den en del av Bagthorpe with Barmer. Civil parish hade 39 invånare år 1931. Byn nämndes i Domedagsboken (Domesday Book) år 1086, och kallades då Benemara.